# Ачасьєво
Ача́сьєво (рос. Ачасьево) — село складі Наровчатського району Пензенської області, Росія.
Населення — 70 осіб (2010; 78 у 2002).
Національний склад станом на 2002 рік:
- росіяни — 100 %